# Risky
Risky è il quarto album in studio del gruppo musicale giapponese B'z, pubblicato nel 1990.

## Tracce
1. Risky - 1:24
2. Gimme Your Love - Fukutsu no Love Driver  (Gimme Your Love - 不屈の Love Driver) - 4:23
3. Hot Fashion -Ryukoukata- (Hot Fashion -流行過多-) - 4:11
4. Easy Come, Easy Go! -Risky Style- - 4:40
5. Itoshii Hitoyo Good Night... (愛しい人よGood Night...) - 6:13
6. Holy Night ni kuchizuke wo (Holy Night にくちづけを) - 5:01
7. Vampire Woman - 4:58
8. Tashikana Mono Wa Yami No Naka (確かなものは闇の中) - 4:18
9. Friday Midnight Blue - 4:25
10. It's Raining... - 4:58

## Formazione
- Koshi Inaba
- Takahiro Matsumoto